# Graciano Ricalde Gamboa
Pour les articles homonymes, voir Gamboa (homonymie).
Mauro Graciano Ricalde Gamboa (21 novembre 1873 - 9 novembre 1942) est un mathématicien mexicain.
Il est connu pour avoir calculé en 1910 l'orbite parabole de la comète de Halley. En 1923, il calcula précisément l'éclipse de soleil cette année-là et fit partie de la Commission géodésique mexicaine qui observa et étudia à Champotón, dans l'état de Campeche.
Il a découvert une méthode pour résoudre l’équation quintique en utilisant des fonctions elliptiques. Il a été invité à travailler comme professeur dans plusieurs écoles étrangères, ce qu’il n’a jamais accepté, préférant rester dans son pays d’origine et se consacrer à ses études et organiser la comptabilité des entreprises industrielles à la recherche de services professionnels.

## Biographie
Ricalde Gamboa est né à Hoctun, dans l'État du Yucatán, au Mexique,. Fils de Don Ambrosio Ricalde Moguel et Isidra Gamboa, il étudia à Hocaba jusqu'en 1885, année où il reçut une bourse d'études à l'École normale des maîtres de l'État à Mérida. Il a obtenu son diplôme d'enseignant à l'âge de 16 ans et a reçu une autorisation spéciale du Congrès d'État en raison de son jeune âge.
Il a étudié la comptabilité et a été pendant plusieurs années professeur de livres et de comptes en arithmétique commerciale à la School of Commerce de la ville de Mérida. Afin de poursuivre ses études, il a étudié le génie civil à l'Institut de littérature de l'État du Yucatan, sous la direction de Manuel Cepeda Sales. À ce moment-là, confrontées au danger d'un effondrement de l'une des tours de la cathédrale du Yucatan, les autorités ont demandé au professeur Sales Cepeda de l'aider à déterminer le poids de la cloche qui avait été ignorée. Le professeur a transmis le problème à Ricalde Gamboa, qui a effectué les calculs avec exactitude. Depuis lors, il a été nommé professeur d'arithmétique rationnelle à l'Institut où il a étudié. Pour diverses raisons, il ne put plus poursuivre ses études d'ingénieur mais peu après, en 1902, il fut nommé professeur puis directeur de sa propre école d'ingénieur, poste qu'il conserva jusqu'en 1905, date à laquelle il démissionna pour se consacrer aux études de mathématiques et est devenu correspondant de diverses institutions spécialisées à l'étranger.
Il a rassemblé une vaste bibliothèque de plus de 5 000 titres et a collaboré à la revue universitaire française L'Intermédiaire des mathématiciens, publiée à Paris au début du XXe siècle. Il s'intéressait également à l'astronomie. Il a travaillé sur divers projets de recherche dans la ville de Mérida, jusqu'à sa mort le 9 novembre 1942 dans la grande maison familiale, victime d'une infection de la gorge.

## Travaux
L'un des problèmes qui a le plus préoccupé les mathématiciens de tous les temps est la résolution des équations algébriques de tous les degrés. De telles solutions ont été trouvées pour les équations polynomiales de degré 3 et 4 par Cardano et Ferrari au XVIe siècle. Pour les équations polynomiales de degré 5 et plus, Abel et Galois ont prouvé que la solution ne peut être exprimée en termes de radicaux (ce qui signifie que les racines ne peuvent pas nécessairement être exprimées). Cependant, il existe d'autres moyens de résoudre ces équations. Hermite a trouvé une solution impliquant certaines fonctions de calcul avancé, appelées fonctions elliptiques : elles généralisent les fonctions trigonométriques et sont liées aux courbes elliptiques et au problème de calcul du périmètre d’une ellipse. Sa solution a été simplifiée et clarifiée par Kronecker et Klein.

Polynôme de degré 5 : f(x) = (x+4)(x+2)(x+1)(x-1)(x-3)/20+2

Parmi les plus grandes réalisations de Ricalde, citons sa contribution à la résolution de l'équation générale du 5e degré par fonctions elliptiques, exploit qui est analysé et évalué dans la biographie dans Enciclopedia Yucanense IV, 1944. En outre, Ricalde a correspondu dans le journal français de questions-réponses L'Intermédiaire des mathématiciens. Dans un article publié vers 1898 (Graciano aurait eu 25 ans), il s'est interrogé sur la résolution de l'équation quintique. Plus précisément, sa question portait sur la réduction de l'équation générale quintique à la forme réduite de Bring-Jerrard (pour résoudre l'équation de Bring-Jerrard, il faut des fonctions elliptiques). Cependant, dans la littérature mathématique moderne, Ricalde est rarement cité. Une citation dans arXiv (financée par la Cornell University) est une recension de Lemmermeyer concernant un autre problème  d'algèbre appelé l'équation de Pell : Lemmermeyer inclut Ricalde dans une liste de personnes qui ont résolu des cas particuliers de l'équation de Pell, citant l'édition de 1901 de L'Intermédiaire des mathématiciens.
En 1901 il a surpris avec sa solution à l'équation de Pell. Ricalde a ensuite accepté le poste de professeur au Collège d’État de génie civil. Graciano Ricalde se souvient qu'il était encouragé et dirigé par Capeda Manuel Sales, un éminent scientifique du Yucatan, à entamer une sérieuse étude des mathématiques.
En 1902 Graciano a rejoint sa femme et partenaire de vie, Carmen Manzañilla Camomile, alors professeure Srita Normal. Ils ont eu quatre enfants, trois garçons et une fille, Alfonso, Humberto, Enrique et Ofelia qui ont étudié les mathématiques sous la direction du père. Enrique a déménagé à New York.
En 1910 Graciano est le premier à prouver correctement, par des calculs précis, que ni la venue de la comète de Halley ni sa queue ne frapperaient la terre et éteindraient la vie. C'était une préoccupation majeure de l'époque. Il compila ses études et ses formules dans un livret qui eut une grande résonance à l'Observatoire National de Paris.
En 1923 Don Graciano a calculé avec précision l'éclipse totale de soleil de cette année et a rejoint la Commission géodésique mexicaine qui a pu observer à Champoton, dans l'état de Campeche.

## Prix et distinctions

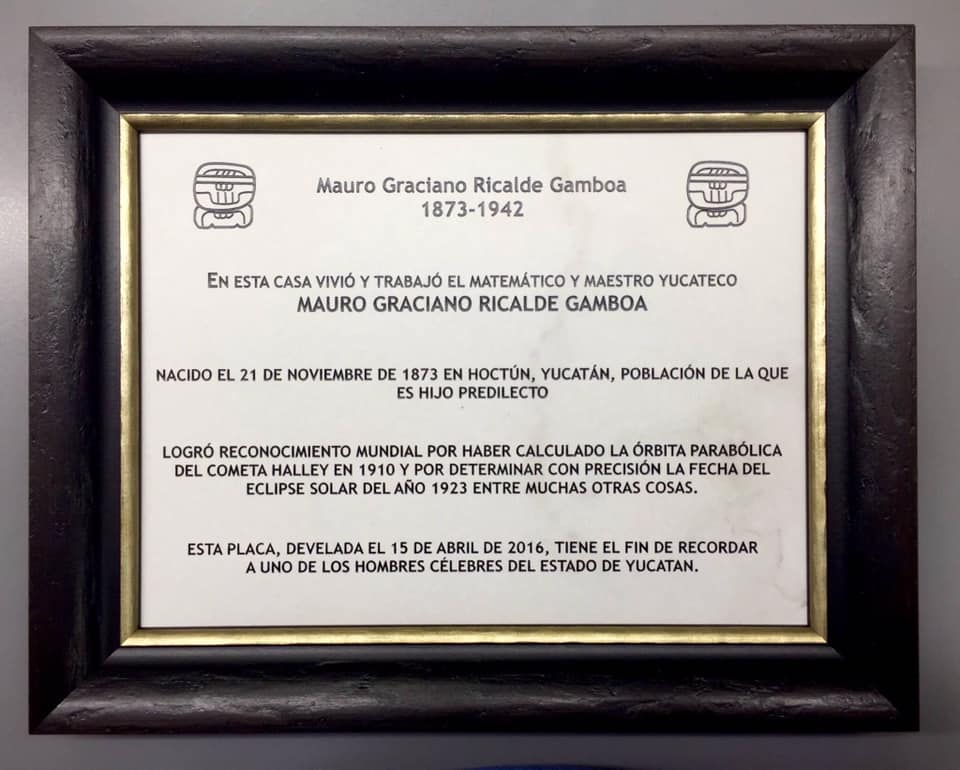
Réplique exacte de la plaque montée à l'extérieur de la boutique de l'hôtel Casa San Angel.

La bibliothèque municipale de Hoctun a été baptisée Graciano Ricalde Gamboa, du nom du "fils préféré du village". Dans la ville de Ticopó, dans la municipalité d’Acanceh, au Yucatan, l’école secondaire porte le nom du mathématicien. En 2006, un prix en sciences et mathématiques a été nommé en son honneur. Une plaque a été placée en 1959 sur la maison où il est né dans la petite ville de Hoctun. Une plaque a été présentée et posée en 2016 sur la résidence professionnelle de Graciano Ricalde par son neveu Arcadio Poveda. La maison est maintenant un hôtel à Mérida, dans le Yucatán, appelé Hôtel Casa San Ángel.
Antonio Alzaate de l'Académie nationale des sciences a organisé le 18 janvier 1943 une exposition mathématique sur les mérites de Graciano Ricalde au cours de la soirée au Palacio de Bellas Artes de Mexico.